# Luis Córdova Cahua
Luis Bernardo Córdova Cahua (Tate, 20 de septiembre de 1965) es un ingeniero mecánico y político peruano. Fue alcalde distrital de Tate durante 2003-2006.
Nació en distrito de Tate, provincia de Ica, Perú, el 20 de septiembre de 1965, hijo de Marcelo Alberto Córdova Ramos y Juana Rosa Cahua Ascencio. Cursó sus estudios primarios y secundarios en su localidad natal. Entre 1984 y 1992 cursó estudios superiores de ingeniería mecánica en la Universidad Nacional San Luis Gonzaga de Ica.
Su primera participación política se dio en las elecciones municipales de 1998 en las que fue candidato a la alcaldía del distrito de Tate por Somos Perú sin obtener la elección. Sería elegido para ese cargo en las elecciones municipales del 2002 cuando obtuvo el 27.964% de los votos. Participó en las elecciones regionales del 2010 como candidato a consejero regional por la provincia de Ica por el partido Unión por el Perú sin obtener la representación. En las elecciones regionales del 2014 fue candidato a Vicepresidente regional por Unión por el Perú junto al candidato Isaac Serna Guzmán quedando en décimo lugar con sólo el 2.609% de los votos.